# RNAD Coulport
Le dépôt royal d'armement naval de Coulport, abrégé en RNAD Coulport, au Loch Long, en Écosse, est l’installation de stockage et de chargement des têtes nucléaires du programme Trident du Royaume-Uni.
La base, près du village de Coulport, compte seize bunkers en béton armé construits à flanc de colline, à l'est du Loch Long. C'est le dernier dépôt en Grande-Bretagne à conserver la désignation "RNAD", indiquant un dépôt royal d'armement naval.
Le dépôt a été créé pendant la guerre froide en tant qu’installation de stockage et de chargement des armes nucléaires Polaris. Coulport est principalement utilisé pour exploiter les ogives Trident.
Deux quais sont situés le long du littoral au pied de la colline. Les armes y sont chargées dans les sous-marins nucléaires Vanguard avant qu’ils ne patrouillent. Elles sont déchargées et entreposées avant leur retour à la base de Faslane, située à proximité. Une jetée plus ancienne est connue sous le nom de jetée Polaris, tandis que la nouvelle jetée de manutention d’explosifs (EHJ) est utilisée pour la manutention des ogives Trident.

## Historique
Coulport était à l’origine mieux connu comme lieu de villégiature d’été pour les riches Glaswegiens. Sa caractéristique la plus remarquable était le Kibble Palace, maintenant transféré dans les jardins botaniques de Glasgow.
L'accord de Nassau a été signé en décembre 1962 et l'accord de vente Polaris a été signé en avril 1963. Les premières constructions ont eu lieu entre 1963, date à laquelle Faslane a été choisie comme nouvelle base Polaris et 1968, lorsque le premier bateau armé de Polaris a commencé sa patrouille. Les considérations de sécurité exigeaient que la maintenance de l'armement et l'installation de stockage aient leur propre poste à quai et soient à au moins 4 400 pieds de l'installation principale alors que les considérations opérationnelles imposaient que les deux installations se trouvent à moins d'une heure de navigation, Coulport, sur la péninsule opposée, répondait à ces deux exigences.

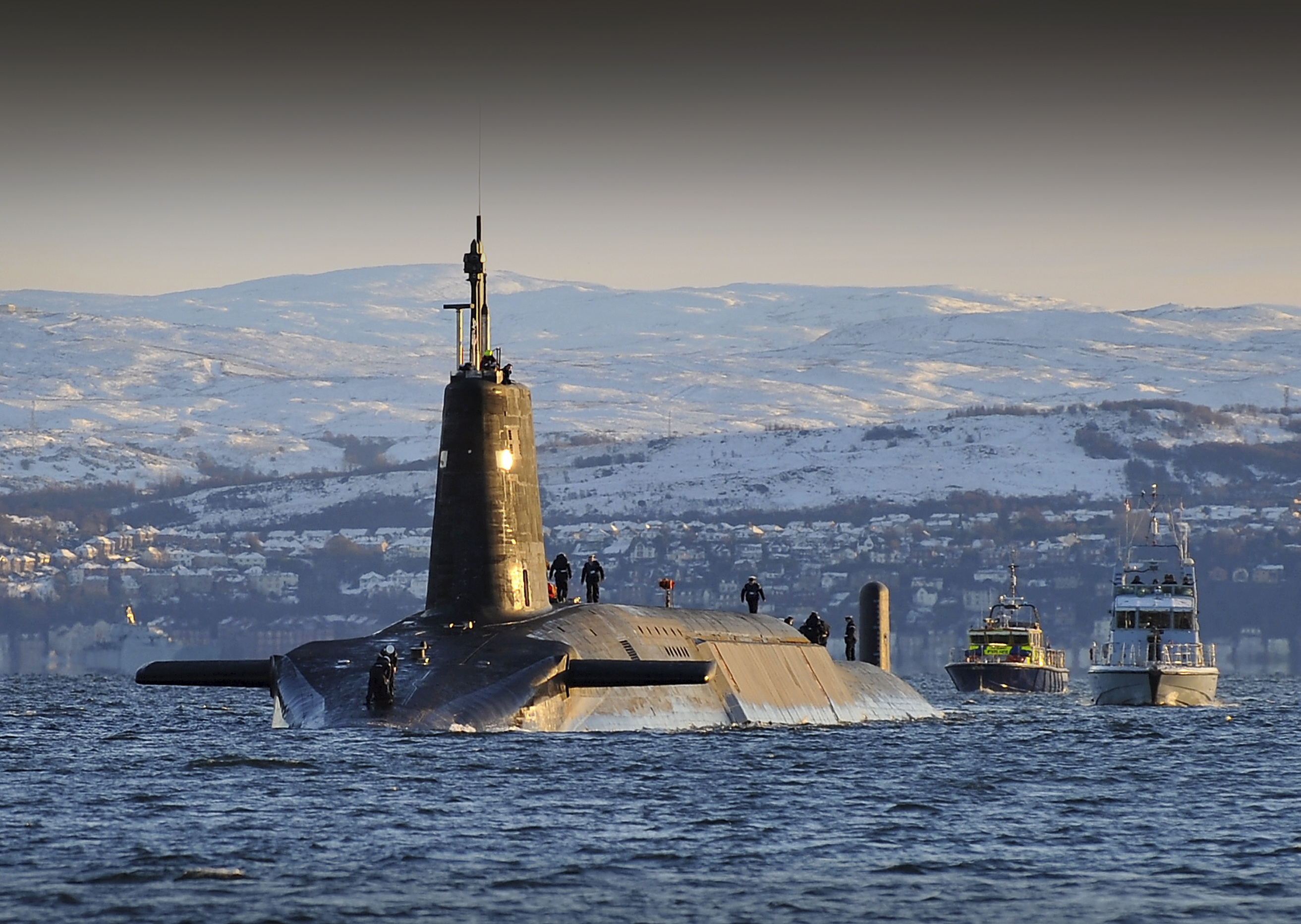
Sous-marin revenant de patrouille

Le programme de travaux Trident à Coulport et Faslane, coordonné par l'agence Property Services, a pris 13 ans. Les travaux de planification à Coulport ont commencé en 1982 et le coût final estimé pour l'ensemble du programme était d'environ 1,9 milliard de livres. Cela en a fait le deuxième projet le plus cher au Royaume-Uni après le projet de tunnel sous la Manche.
Avant le référendum sur l'indépendance de l'Ecosse en 2014, les conséquences d'un vote potentiel pour l'indépendance écossaise du Royaume-Uni sur les bases de Coulport et de Faslane ont été largement discutées dans les médias,,. Depuis que les électeurs écossais ont voté contre l’indépendance, la région et le reste de l’Écosse sont restés sur le territoire du Royaume-Uni.
Une cale sèche flottante couverte pour les sous-marins Trident a été construite à Hunterston, dans l’Ayrshire, puis tractée jusqu'à Coulport où elle se trouve depuis 1993. Cette jetée de manutention d’explosifs est l’une des plus grandes structures flottantes au monde.

## Dépôt identique à celui de Kings Bay, Géorgie
Le système britannique de Polaris a été entièrement livréé à Coulport, mais les missiles Trident ont été choisis au hasard dans la réserve de l'US Navy, située s'danscsite de maintenance Trident de la base navale de Kings Bay, en Géorgie. Les 58 missiles ne sont pas la propriété exclusive du Royaume-Uni, ces derniers provenant d'un syndicat partagé avec la marine américaine. Les ogives Trident sont conçues et fabriquées par Atomic Weapons Establishment à Aldermaston, en Angleterre, et appartiennent au gouvernement britannique.

## Sécurité
L'exercice Bowline est l'essai annuel des procédures d'intervention d'urgence en cas d'accident nucléaire à Coulport. Il est mené par l'Office for Nuclear Regulation. En 2011, le test a échoué car "un certain nombre d'aspects de commande et de contrôle de l'exercice n'ont pas été considérés comme suffisamment démontrés".
L'exercice a été répété plus tard dans l'année et a enregistré "une amélioration marquée". "Les objectifs convenus et les critères de réussite associés des aspects" commandement et contrôle ont été atteints".

## Transport routier de têtes nucléaires Trident
Le principal mouvement logistique des armes nucléaires au Royaume-Uni se situe dans les deux sens entre l’ Atomic Weapons Establishment dans le Berkshire et le RNAD de Coulport dans l’Argyll. Les ogives devant être constamment remises à neuf, les lots sont transportés par convoi routier plusieurs fois par an.
Les poids lourds (TCHD) contenant les armes sont escortés par un convoi de véhicules du ministère de la Défense commandé par un inspecteur en chef de la police du ministère de la Défense (MDP). L’équipage, qui compte jusqu’à 50 personnes, comprend une équipe de premiers secours, une équipe de pompiers et du personnel équipé pour surveiller les risques radiologiques. Le convoi reste en contact par radio et par téléphone avec la salle de contrôle centrale du MDP[pas clair], à Wethersfield (Essex), qui surveille ses déplacements et assure la coordination avec les forces de police civiles dans les zones traversées.
Les forces de police sont informées au moins 24 heures avant qu'un convoi ne traverse un territoire. Cela leur permet d'informer le convoi de toute difficulté de circulation locale. Les forces de police peuvent informer les brigades de pompiers de la présence du convoi s’il se déplace à proximité d’une opération des pompiers.
Les détails des convois de têtes nucléaires sont gardés secrets par le gouvernement britannique et par le ministère de la Défense, qui appliquent une politique "Ne pas confirmer ni nier" ("Ni confirmer, ni démentir") pour informer le public quant aux convois. Les données fournies par le Nuclear Select Campaign au Defence Select Committee (sur la base des chiffres du groupe de campagne Nukewatch UK pour la période 2000-2006) indiquent que le nombre de convois varie de deux à six par an d’Aldermaston à Coulport. Il y aurait 88 ogives transportées d’Aldermaston à Coulport et 120 ogives faisant le trajet inverse, ce qui laisse un stock opérationnel de 170 à 150 ogives..
En cas d'accident nucléaire, le SSC[pas clair] activerait l'organisation d'interventions et alerterait la police locale. La responsabilité de ces opérations incombe au directeur du groupe des mouvements nucléaires et des accidents nucléaires.
Les manifestants tentent régulièrement d'arrêter le convoi et de monter sur les camions TCHD. Le MDP est régulièrement formé pour contrer toute protestation. Les motocyclistes du MDP et les agents des voitures de circulation procèdent à des arrestations puis confient les personnes interpellées à la police locale.